# هات موکامیا
هات موکامیا (به لاتین: Hat Mokamia) یک منطقهٔ مسکونی در بنگلادش است که در ناحیه برگونه واقع شده‌است.